# تلامزالة طوطال (ووزڭان)
تلامزالة طوطال هي إحدى مشيخات المملكة المغربية، تتبع جغرافيا لإقليم شفشاون وإداريًا لووزڭان. يقدر عدد سكانها بـ 5651 نسمة حسب الإحصاء الرسمي للسكان والسكنى لسنة 2004.